# Le armi e l'uomo (Shaw)
Le armi e l'uomo (Arms and the Man), a volte portato in scena in Italia come L'eroe, è un'opera teatrale di George Bernard Shaw, debuttata a Londra nel 1894. La commedia, uno dei primi grandi successi commerciali dell'autore irlandese, mette in evidenza la futilità della guerra e l'ipocrisia della natura umana. Il titolo riprende il primo esametro del proemio dell'Eneide, "Arma virumque cano", "Canto le armi e l'uomo". George Orwell ha descritto la pièce come "probabilmente la più arguta commedia che [George Bernard Shaw] abbia mai scritto".

## Trama
È il 1885, la guerra serbo-bulgara impazza, e la giovane bulgara Raina Petkoff è fidanzata con Sergius Saranoff, un eroe di guerra che lei adora. Nella notte dopo la battaglia di Slivnica un mercenario svizzero assoldato dall'esercito serbo si intrufola nella camera da letto di Raina e la minaccia di morte nel caso ella dia l'allarme. Quando le truppe russe e bulgare irrompono in casa Petkoff in cerca dell'uomo, Raina lo nasconde e lo salva. Rimasto da solo con la giovane, lo svizzero - il capitano Bluntschli - esterna la sua opinione cinica e disincantata sulla guerra, così diversa dall'idea romantica che Raina si è fatta. Quando la caccia all'uomo giunge al termine, Raina e la madre riescono a fare uscire Bluntschli di casa in segreto, travestito con il cappotto del padre. 
Al termine della guerra i bulgari e i serbi firmano un tratto di pace e il maggiore Paul Petkoff e Sergius ritornano a casa. Dopo la conversazione con il mercenario, Raina comincia a trovare il fidanzato noioso e irritante e anche Sergius prova sentimenti simili nei confronti degli ideali semplici e romantici della fidanzata. Comincia così un flirt con la servetta Louka, che è fidanzata con Nicola, il servo dei Petkoff. Inaspettatamente, Bluntschli ritorna in città per restituire il cappotto alla sua salvatrice: Raina e la madre Catherine sono sorprese dalla visita e lo diventano ancora di più quando scoprono che sono stati proprio il padre e il fidanzato a farlo venire a casa Petkoff per pranzo.
Rimasta ancora una volta sola con Bluntschli, Raina si accorge che lo svizzero, al contrario del fidanzato, la rispetta veramente e gli confida di avergli lasciato una foto di sé nella tasca del cappotto durante la notte della fuga, dedicata al suo "soldato di cioccolata". Bluntschli le aveva infatti rivelato di portarsi sempre dietro dei soldatini di cioccolato invece che le munizione. L'intesa tra i due è bruscamente interrotta dall'arrivo di un telegramma che annuncia la morte del padre di Bluntschli, che deve quindi tornare in Svizzera per gestire gli alberghi di lusso di proprietà della famiglia. Louka intanto rivela a Sergius che Raina ha nascosto Bluntschli dopo la battaglia e che la giovane è innamorata dello svizzero. Sergius allora sfida Bluntschhli a duello, ma il mercenario rifiuta di battersi e Raina annulla il fidanzamento, con grande sollievo sia suo che dello stesso Sergius. Il maggiore Petkoff trova la foto della figlia nella tasca del cappotto e Bluntschli rivela di essere lui il destinatario dell'immagine. Sergius chiede la mano di Louka e Bluntschli offre a Nicola un lavoro come manager di uno dei suoi alberghi, essendo rimasto colpito dalla dedizione e delle abilità del servo. 
Bluntschli sospira che ora che Raina è nuovamente libera da vincoli sentimentali le chiederebbe la sua mano, ma essendo lui trentaquattrenne e lei diciassette ritiene la differenza d'età troppo grande. Quando Raina gli confessa di avere 23 anni, lo svizzero le chiede immediatamente la sua mano e per rimarcare la sua posizione sociale ed economica comincia a listare i beni che ha appena ereditato. Tradendo ancora una volta la propria ingenuità e vena romantica, Raina si lamenta e afferma di preferire il povero "soldato di cioccolata" che aveva incontrato settimane prima al ricco albergatore di adesso, ma Bluntschli ribadisce che i due sono in realtà la stessa persona. I due si fidanzano e Blutschli parte per la Svizzera, annunciando che tornerà in esattamente due settimane per sposare la giovane.

## Adattamento cinematografico
Nel 1959 il regista tedesco Franz Peter Wirth ha realizzato l'omonimo adattamento cinematografico della commedia, presentato in concorso al Festival di Cannes 1959 e nominato all'Oscar al miglior film straniero.